# Words Without Borders
Words Without Borders (WWB) és una revista en línia estatunidenca nascuda el 2003. S'especialitza en la traducció, publicació i promoció d'autors significatius de la literatura mundial, especialment d'aquells la producció dels quals no és molt coneguda.

## Activitat
Words Without Borders publica en la web obres en prosa i poesia; organitza trobades entre autors estrangers i els seus lectors; dissenya material didàctic per a batxillerat i universitat; i projecta crear un punt d'informació en línia sobre la literatura contemporània mundial. Associada al Center for Literary Translation de la Universitat de Colúmbia (Nova York), rep finançament d'organismes diversos com el National Endowment for the Arts, el New York State Council on the Arts i la Fundació Lannan. La traductora estatunidenca d'Elio Vittorini, Alane Salierno Mason, va fundar la WWB el 1999, encara que la revista no va començar a publicar-se fins a 2003.
David Orr destaca, a The New York Times, "la intel·ligència i l'idealisme" de la WWB, una revista que, segons ell, es troba dedicada a la promoció de gèneres de literatura minoritària produïts més enllà de les fronteres estatunidenques.